# Великобритания на зимних Олимпийских играх 1952
Великобритания принимала участие в Зимних Олимпийских играх 1952 года в Осло (Норвегия) в шестой раз, и завоевала одну золотую медаль. Сборную страны представляли 18 спортсменов: 8 мужчин и 10 женщин.

## Медали
Золото
- Фигурное катание, женщины — Жанетт Альтвегг.

## Состав сборной
18 спортсменов: 8 мужчин и 10 женщин — соревновались в 3 видах спорта:
- горнолыжный спорт
- конькобежный спорт
- фигурное катание.

Самой юной участницей британской сборной была 17-летняя фигуристка Вальда Осборн, самым старшим участником был 28-летний конькобежец Билл Джонс.

## Результаты

### Горнолыжный спорт
Соревнования прошли с 14 по 20 февраля, они одновременно считались соревнованиями 12 чемпионата мира по горнолыжному спорту. Впервые в программу соревнований был введён гигантский слалом. Соревнования по гигантскому слалому и скоростному спуску прошли в Крёдсхераде, по обычному слалому — на холме Рёдклейва.
Мужчины
| Спортсмен           | Соревнование      | 1 спуск        | 1 спуск | 2 спуск          | 2 спуск          | Итог             | Итог             |
| Спортсмен           | Соревнование      | Время          | Место   | Время            | Место            | Время            | Место            |
| ------------------- | ----------------- | -------------- | ------- | ---------------- | ---------------- | ---------------- | ---------------- |
| Ноэль Харрисон      | Скоростной спуск  |                |         |                  |                  | 3:21.5           | 58               |
| Джон Боягис         | Скоростной спуск  |                |         |                  |                  | 2:55.6           | 39               |
| Ноэль Харрисон      | Гигантский слалом |                |         |                  |                  | 3:24.1           | 74               |
| Руперт де Ларринага | Гигантский слалом |                |         |                  |                  | 3:16.9           | 71               |
| Джон Боягис         | Гигантский слалом |                |         |                  |                  | 2:52.5           | 43               |
| Ноэль Харрисон      | Слалом            | не финишировал | –       | не вышел в финал | не вышел в финал | не вышел в финал | не вышел в финал |
| Джон Боягис         | Слалом            | 1:08.3         | 37      | не вышел в финал | не вышел в финал | не вышел в финал | не вышел в финал |

Женщины
| Спорстменка    | Соревнование      | 1 спуск | 1 спуск | 2 спуск | 2 спуск | Итог       | Итог  |
| Спорстменка    | Соревнование      | Время   | Место   | Время   | Место   | Время      | Место |
| -------------- | ----------------- | ------- | ------- | ------- | ------- | ---------- | ----- |
| Вора Макинтош  | Скоростной спуск  |         |         |         |         | дисквалиф. | –     |
| Хилари Лэйнг   | Скоростной спуск  |         |         |         |         | дисквалиф. | –     |
| Фиона Кэмпбелл | Скоростной спуск  |         |         |         |         | 2:26.1     | 33    |
| Шина Макинтош  | Скоростной спуск  |         |         |         |         | 1:58.6     | 26    |
| Вора Макинтош  | Гигантский слалом |         |         |         |         | 2:57.1     | 38    |
| Фиона Кэмпбелл | Гигантский слалом |         |         |         |         | 2:39.8     | 36    |
| Шина Макинтош  | Гигантский слалом |         |         |         |         | 2:22.5     | 28    |
| Хилари Лэйнг   | Гигантский слалом |         |         |         |         | 2:20.7     | 24    |
| Шина Макинтош  | Слалом            | 1:16.2  | 30      | 1:13.2  | 28      | 2:29.4     | 28    |
| Хилари Лэйнг   | Слалом            | 1:13.7  | 22      | 1:14.2  | 30      | 2:27.9     | 24    |

### Конькобежный спорт
С 16 по 19 февраля на катке «Бислетт» было разыграно 4 комплекта медалей на дистанциях 500 м, 1500 м, 5000 м и 10000 м. Соревновались только мужчины. 
| Дистанция | Спортсмен      | Результат | Результат |
| Дистанция | Спортсмен      | Время     | Место     |
| --------- | -------------- | --------- | --------- |
| 500 м     | Билл Джонс     | 46.9      | 34        |
| 500 м     | Норман Холуэлл | 45.4      | 21        |
| 1500 м    | Джон Хирн      | 2:40.1    | 38        |
| 1500 м    | Билл Джонс     | 2:32.2    | 35        |
| 1500 м    | Норман Холуэлл | 2:24.5    | 14        |
| 5000 м    | Билл Джонс     | 9:03.7    | 31        |
| 5000 м    | Джон Хирн      | 8:47.0    | 17        |
| 5000 м    | Норман Холуэлл | 8:44.5    | 16        |
| 10 000 м  | Норман Холуэлл | 18:02.4   | 15        |
| 10 000 м  | Джон Хирн      | 17:41.5   | 10        |

### Фигурное катание
Соревнования прошли с 16 по 22 февраля. Обязательные фигуры оценивались 16 февраля на льду хоккейного стадиона «Йордаль Амфи» (Jordal Amfi) в Гамле-Осло, а произвольные программы фигуристы катали на стадионе «Бислетт».
Жанетт Альтвегг, взявшая «бронзу» на прошлой олимпиаде, отлично выполнила обязательные фигуры, и это позволило ей выиграть «золото», несмотря на четвёртое место в произвольной программе.
Женщины
| Спортсменка     | Обязательные фигуры | Произвольная программа | Баллы   | Сумма мест | Итоговое место |
| --------------- | ------------------- | ---------------------- | ------- | ---------- | -------------- |
| Патрисия Деврис | 14                  | 20                     | 132.811 | 148        | 17             |
| Вальда Осборн   | 7                   | 13                     | 144.767 | 89         | 11             |
| Барбара Уайетт  | 5                   | 11                     | 148.378 | 63         | 7              |
| Жанетт Альтвегг | 1                   | 4                      | 161.756 | 14         | 1              |

Пары
| Спортсмены               | Баллы  | Сумма мест | Итоговое место |
| ------------------------ | ------ | ---------- | -------------- |
| Пери Хорн Реймонд Локвуд | 9.133  | 94         | 11             |
| Дженнифер Никс Джон Никс | 10.600 | 39         | 4              |